# Escuela Normal Nacional n.º 1 Mary O. Graham
La Unidad Académica Escuela Normal Superior N° 1 "Mary O. Graham" se encuentra localizada en la ciudad de La Plata, capital de la provincia de Buenos Aires, en Argentina.

## Historia
Comenzó sus funciones en 1888 en el edificio que luego sería ocupado por el Liceo Víctor Mercante (Diag. 77, 5, 47, recientemente restaurado).
Su primera directora fue Mary Olstine Graham, quien había llegado al país desde Missouri, Estados Unidos, convocada por Domingo F. Sarmiento. Tras años de requerimientos, el gobierno provincial donó en 1923 un terreno frente a la Catedral de La Plata para que se construyera el nuevo edificio. Las obras comenzaron en 1926 y la escuela tal como se la conoce hoy en día, fue inaugurada por el presidente de la república Marcelo T. de Alvear en 1932.